# 1. Bundesliga 1971-72
La Fußball-Bundesliga 1971/72 fue la 9.ª temporada de la Bundesliga, liga de fútbol de primer nivel de Alemania Federal. Comenzó el 14 de agosto de 1971 y finalizó el 28 de junio de 1972.
El campeón fue el Bayern Múnich, obteniendo su tercer título de Liga.

## Equipos participantes
| Equipo                   | Ciudad             | Estadio                                                | Capacidad     |
| ------------------------ | ------------------ | ------------------------------------------------------ | ------------- |
| Arminia Bielefeld        | Bielefeld          | Stadion Alm                                            | 32.000        |
| Bayern de Múnich         | Múnich             | Stadion an der Grünwalder Straße Olympiastadion Múnich | 44.300 70.000 |
| VfL Bochum               | Bochum             | Ruhrstadion                                            | 40.000        |
| Borussia Dortmund        | Dortmund           | Rote Erde                                              | 30.000        |
| Borussia Mönchengladbach | Mönchengladbach    | Bökelbergstadion                                       | 34.500        |
| FC Colonia               | Colonia            | Müngersdorfer Stadion                                  | 76.000        |
| MSV Duisburgo            | Duisburgo          | Wedaustadion                                           | 38.500        |
| Eintracht Braunschweig   | Braunschweig       | Eintracht-Stadion                                      | 38.000        |
| Eintracht Frankfurt      | Frankfurt del Main | Waldstadion                                            | 87.000        |
| Fortuna Düsseldorf       | Düsseldorf         | Flinger Broich                                         | 28.000        |
| Hamburgo SV              | Hamburgo           | Volksparkstadion                                       | 80.000        |
| Hannover 96              | Hannover           | Niedersachsenstadion                                   | 86.000        |
| Hertha Berlín            | Berlín             | Olympiastadion Berlín                                  | 100.000       |
| 1. FC Kaiserslautern     | Kaiserslautern     | Stadion Betzenberg                                     | 42.000        |
| Rot-Weiß Oberhausen      | Oberhausen         | Niederrheinstadion                                     | 30.000        |
| FC Schalke 04            | Gelsenkirchen      | Glückauf-Kampfbahn                                     | 35.000        |
| VfB Stuttgart            | Stuttgart          | Neckarstadion                                          | 53.000        |
| Werder Bremen            | Bremen             | Weserstadion                                           | 32.000        |

### Relevos
| Pos  | Descendidos de 1. Bundesliga |
| ---- | ---------------------------- |
| 17.º | Kickers Offenbach            |
| 18.º | Rot-Weiss Essen              |

| Pos       | Ascendidos de Regionalliga |
| --------- | -------------------------- |
| 1.º Oeste | VfL Bochum                 |
| 2.º Oeste | Fortuna Düsseldorf         |

## Clasificación
| Pos. | Equipo                   | Pts. | PJ | G  | E  | P  | GF  | GC | Dif. | Clasificación                                                          |
| ---- | ------------------------ | ---- | -- | -- | -- | -- | --- | -- | ---- | ---------------------------------------------------------------------- |
| 1    | Bayern de Múnich (C)     | 55   | 34 | 24 | 7  | 3  | 101 | 38 | +63  | Clasificado a dieciseisavos de final de la Copa de Campeones de Europa |
| 2    | FC Schalke 04            | 52   | 34 | 24 | 4  | 6  | 76  | 35 | +41  | Clasificado a dieciseisavos de final de la Recopa de Europa            |
| 3    | Borussia Mönchengladbach | 43   | 34 | 18 | 7  | 9  | 82  | 40 | +42  | Clasificado a la primera ronda de la Copa de la UEFA                   |
| 4    | FC Colonia               | 43   | 34 | 15 | 13 | 6  | 64  | 44 | +20  | Clasificado a la primera ronda de la Copa de la UEFA                   |
| 5    | Eintracht Frankfurt      | 39   | 34 | 16 | 7  | 11 | 71  | 61 | +10  | Clasificado a la primera ronda de la Copa de la UEFA                   |
| 6    | Hertha Berlín            | 37   | 34 | 14 | 9  | 11 | 46  | 55 | −9   |                                                                        |
| 7    | 1. FC Kaiserslautern     | 35   | 34 | 14 | 7  | 13 | 59  | 53 | +6   | Clasificado a la primera ronda de la Copa de la UEFA                   |
| 8    | VfB Stuttgart            | 35   | 34 | 13 | 9  | 12 | 52  | 56 | −4   |                                                                        |
| 9    | VfL Bochum               | 34   | 34 | 14 | 6  | 14 | 59  | 69 | −10  |                                                                        |
| 10   | Hamburgo SV              | 33   | 34 | 13 | 7  | 14 | 52  | 52 | 0    |                                                                        |
| 11   | Werder Bremen            | 31   | 34 | 11 | 9  | 14 | 63  | 58 | +5   |                                                                        |
| 12   | Eintracht Braunschweig   | 31   | 34 | 8  | 15 | 11 | 43  | 48 | −5   |                                                                        |
| 13   | Fortuna Düsseldorf       | 30   | 34 | 10 | 10 | 14 | 40  | 53 | −13  |                                                                        |
| 14   | MSV Duisburgo            | 27   | 34 | 10 | 7  | 17 | 36  | 51 | −15  |                                                                        |
| 15   | Rot-Weiß Oberhausen      | 25   | 34 | 7  | 11 | 16 | 33  | 66 | −33  |                                                                        |
| 16   | Hannover 96              | 23   | 34 | 10 | 3  | 21 | 54  | 69 | −15  |                                                                        |
| 17   | Borussia Dortmund (D)    | 20   | 34 | 6  | 8  | 20 | 34  | 83 | −49  | Descenso a la Regionalliga                                             |
| 18   | Arminia Bielefeld (D)    | 0    | 34 | 6  | 7  | 21 | 41  | 75 | −34  | Descenso a la Regionalliga                                             |

 Fuente: BDFutbol
Notas:
1. ↑  El Schalke 04 se clasificó para la Recopa de Europa, la plaza para la Copa de la UEFA fue cedida al 1. FC Kaiserslautern, subcampeón de la Copa de Alemania.
2. ↑  La campaña del Arminia fue degradada por la DFB debido al escándalo de la Bundesliga de 1971. Sus estadísticas fueron borradas pero sí se mantuvieron los puntos que sus rivales sumaron ante el Arminia.

| Bandera de Alemania             |
| Campeón Bayern Múnich 3° título |

## Resultados
| Local \ Visitante        | ARM | BAY | BOC | BOD  | BOM | COL | DUI | EBR | EFR | FOR | HAM | HAN | HER | KAI | RWO | SCH | STU | WER |
| ------------------------ | --- | --- | --- | ---- | --- | --- | --- | --- | --- | --- | --- | --- | --- | --- | --- | --- | --- | --- |
| Arminia Bielefeld        | —   | 0–1 | 3–1 | 3–1  | 2–3 | 2–3 | 2–0 | 1–7 | 3–4 | 1–3 | 2–2 | 1–0 | 1–1 | 1–1 | 0–1 | 1–1 | 1–0 | 1–0 |
| Bayern de Múnich         | 1–1 | —   | 5–1 | 11–1 | 2–0 | 1–1 | 5–1 | 4–1 | 6–3 | 3–1 | 4–3 | 3–1 | 1–0 | 3–1 | 7–0 | 5–1 | 2–2 | 6–2 |
| VfL Bochum               | 2–1 | 0–2 | —   | 4–2  | 0–2 | 1–5 | 3–1 | 1–0 | 3–1 | 3–1 | 2–1 | 2–2 | 4–2 | 4–2 | 2–0 | 0–2 | 1–1 | 4–2 |
| Borussia Dortmund        | 1–0 | 0–1 | 1–1 | —    | 0–0 | 0–0 | 2–3 | 2–2 | 3–1 | 1–0 | 1–1 | 1–1 | 1–2 | 2–1 | 2–1 | 0–3 | 0–4 | 1–5 |
| Borussia Mönchengladbach | 5–1 | 2–2 | 1–1 | 7–1  | —   | 3–0 | 3–0 | 4–1 | 6–2 | 1–2 | 1–0 | 3–0 | 5–2 | 2–1 | 5–2 | 7–0 | 0–0 | 2–2 |
| FC Colonia               | 1–0 | 1–4 | 1–1 | 2–1  | 4–3 | —   | 4–1 | 2–0 | 1–1 | 1–2 | 3–0 | 3–1 | 3–0 | 4–2 | 4–0 | 0–1 | 4–1 | 0–0 |
| MSV Duisburgo            | 4–0 | 3–0 | 2–2 | 2–1  | 1–5 | 1–1 | —   | 0–0 | 0–1 | 0–0 | 2–4 | 2–1 | 2–0 | 1–0 | 0–0 | 2–0 | 1–2 | 2–0 |
| Eintracht Braunschweig   | 3–2 | 1–1 | 0–2 | 2–0  | 2–1 | 0–1 | 2–0 | —   | 2–0 | 1–1 | 1–1 | 3–0 | 1–1 | 1–1 | 0–0 | 0–0 | 1–1 | 1–1 |
| Eintracht Frankfurt      | 5–2 | 3–2 | 3–2 | 5–2  | 3–0 | 2–2 | 2–1 | 1–1 | —   | 4–2 | 4–0 | 3–1 | 1–1 | 1–0 | 3–0 | 2–0 | 4–1 | 4–0 |
| Fortuna Düsseldorf       | 3–2 | 0–1 | 3–1 | 4–1  | 0–2 | 1–1 | 0–0 | 0–0 | 1–0 | —   | 0–0 | 2–0 | 1–0 | 0–3 | 1–1 | 0–2 | 4–0 | 1–3 |
| Hamburgo SV              | 1–0 | 1–4 | 3–2 | 0–0  | 1–0 | 1–1 | 2–0 | 3–1 | 5–1 | 3–3 | —   | 2–0 | 1–2 | 4–0 | 3–0 | 0–1 | 1–2 | 2–1 |
| Hannover 96              | 3–1 | 1–3 | 4–0 | 2–3  | 2–0 | 1–4 | 3–2 | 3–0 | 3–1 | 5–0 | 2–3 | —   | 1–1 | 1–2 | 1–0 | 1–5 | 3–0 | 5–1 |
| Hertha Berlín            | 1–1 | 2–2 | 1–2 | 2–1  | 2–1 | 1–1 | 1–0 | 1–0 | 0–0 | 1–1 | 2–0 | 3–1 | —   | 2–1 | 2–0 | 3–0 | 2–1 | 2–1 |
| 1. FC Kaiserslautern     | 2–1 | 0–2 | 4–1 | 6–0  | 1–0 | 2–0 | 1–0 | 2–2 | 1–1 | 3–1 | 2–1 | 2–0 | 3–4 | —   | 0–0 | 2–2 | 3–1 | 2–1 |
| Rot-Weiß Oberhausen      | 2–0 | 1–1 | 2–3 | 1–1  | 0–4 | 1–1 | 0–1 | 1–1 | 1–0 | 2–0 | 1–0 | 3–2 | 5–2 | 2–5 | —   | 2–3 | 1–1 | 2–2 |
| FC Schalke 04            | 6–2 | 1–0 | 4–1 | 1–0  | 1–1 | 6–2 | 2–0 | 5–1 | 2–0 | 3–0 | 3–0 | 5–0 | 4–0 | 3–0 | 4–0 | —   | 2–1 | 2–0 |
| VfB Stuttgart            | 2–2 | 1–4 | 3–2 | 2–0  | 0–1 | 1–1 | 1–0 | 3–1 | 4–4 | 3–1 | 0–3 | 3–2 | 3–0 | 3–1 | 1–1 | 0–1 | —   | 1–0 |
| Werder Bremen            | 4–0 | 1–2 | 2–0 | 3–1  | 2–2 | 2–2 | 1–1 | 2–4 | 3–1 | 1–1 | 4–0 | 2–1 | 5–0 | 2–2 | 4–0 | 2–0 | 2–3 | —   |

## Máximos goleadores
| Pos. | Jugador          | Equipo                   | Goles |
| ---- | ---------------- | ------------------------ | ----- |
| 1.   | Gerd Müller      | Bayern Múnich            | 40    |
| 2.   | Klaus Fischer    | Schalke 04               | 22    |
| 2.   | Hans Walitza     | VfL Bochum               | 22    |
| 4.   | Ferdinand Keller | Hannover 96              | 20    |
| 5.   | Jupp Heynckes    | Borussia Mönchengladbach | 19    |
| 6.   | Klaus Scheer     | Schalke 04               | 18    |
| 7.   | Günter Netzer    | Borussia Mönchengladbach | 17    |
| 8.   | Bernd Rupp       | Colonia                  | 16    |